# Maio I. Orsini
Maio I. Orsini (auch Mateo, Madius, Matthaios, Maso oder Mahius Orsini; † um 1238) aus der italienischen Familie Orsini war ab 1194/95 Pfalzgraf von Kefalonia.

## Leben
Über das Leben Maios I. Orsini ist nur wenig bekannt. Laut Europäische Stammtafeln stammte er aus Monopoli in Apulien und war Mitglied des dortigen Zweiges der römischen Familie Orsini. Er lebte als Pirat, vermutlich im Gefolge des normannischen Seeräubers und sizilianischen Admirals Margaritos von Brindisi.
Maio I. Orsini heiratete dessen Tochter und erhielt somit Anspruch auf die Besitzungen seines Schwiegervaters.
1185 belehnte Wilhelm II. von Sizilien Margaritos von Brindisi mit den ionischen Inseln, die dieser zuvor im Kampf gegen das Byzantinische Reich erobert hatte. Margaritos von Brindisi wurde somit erster Pfalzgraf von Kefalonia und Zakynthos. Er wurde jedoch bereits 1194 auf Befehl des römisch-deutschen Kaisers Heinrich VI. geblendet und übertrug deshalb die Pfalzgrafschaft Kefalonia an seinen Schwiegersohn Maio I. Orsini.
So wurde Maio um 1194/95 zweiter Pfalzgraf von Kefalonia und Zakynthos (Zante). Um die relative Unabhängigkeit seines Herrschaftsgebietes zu sichern und sich vor Invasionen zu schützen, stellte er sich unter den Schutz der mächtigeren Nachbarstaaten: 1209 unterwarf er sich der Republik Venedig und wurde venezianischer Bürger, 1216 wurde er päpstlicher Vasall, 1236 akzeptierte er die Oberherrschaft des Fürstentums Achaia unter Gottfried II. von Villehardouin.
1207 wurde in der Pfalzgrafschaft das katholische Bistum Kefalonia gegründet.
Nach einigen Quellen endete seine Herrschaft schon vor 1228, wahrscheinlicher ist jedoch, dass Maio I. bis zu seinem Tod 1238 Pfalzgraf blieb, möglicherweise gemeinsam mit seinem Nachfolger Maio II. Orsini. Um 1238 starb Maio I.

## Nachkommen
- mit der Tochter des Margaritos von Brindisi hatte Maio I. Orsini (vermutlich) einen Sohn:
  - Maio II. Orsini, Pfalzgraf von Kefalonia (die Abstammung ist nicht eindeutig und umstritten)